# Calvin Natt
Calvin Leon Natt (né le 8 janvier 1957 à Monroe, Louisiane) est un ancien joueur américain de basket-ball. Ailier mesurant 1,98 m issu de l'université de Louisiane, Natt joua 11 saisons en NBA (de 1979 à 1990), passées aux New Jersey Nets, aux Portland Trail Blazers, aux Denver Nuggets, aux San Antonio Spurs et aux Indiana Pacers. Il participa au All-Star Game 1985, prenant sa retraite avec un total de 10 291 points inscrits en carrière. Il est le frère aîné de l'ancien joueur NBA, Kenny Natt.
Calvin Natt est aujourd'hui diacre et possède une maison funéraire à Denver (Colorado).